# 富山県道・岐阜県道34号利賀河合線

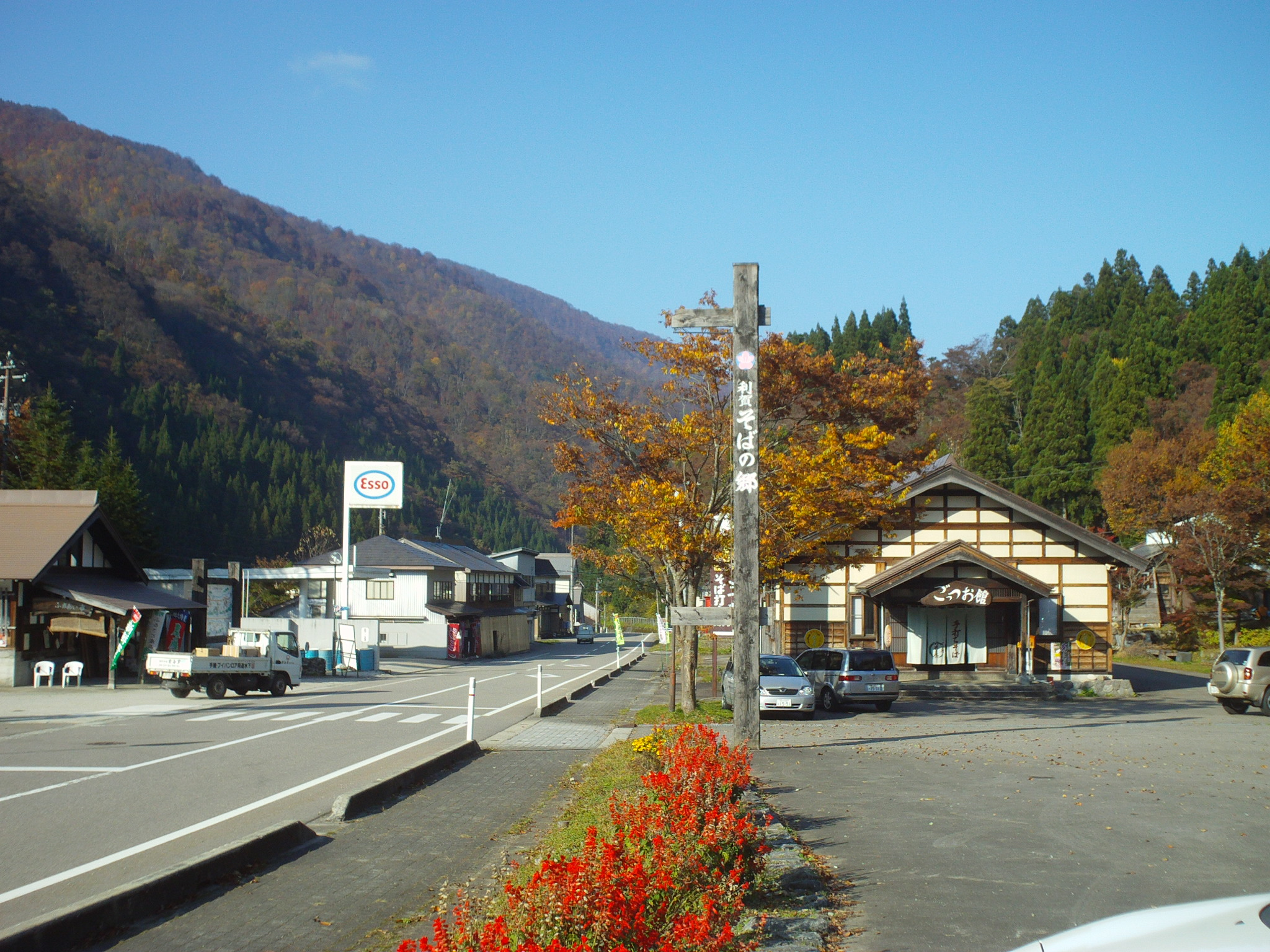
富山県南砺市利賀村坂上
（2011年（平成23年）11月）

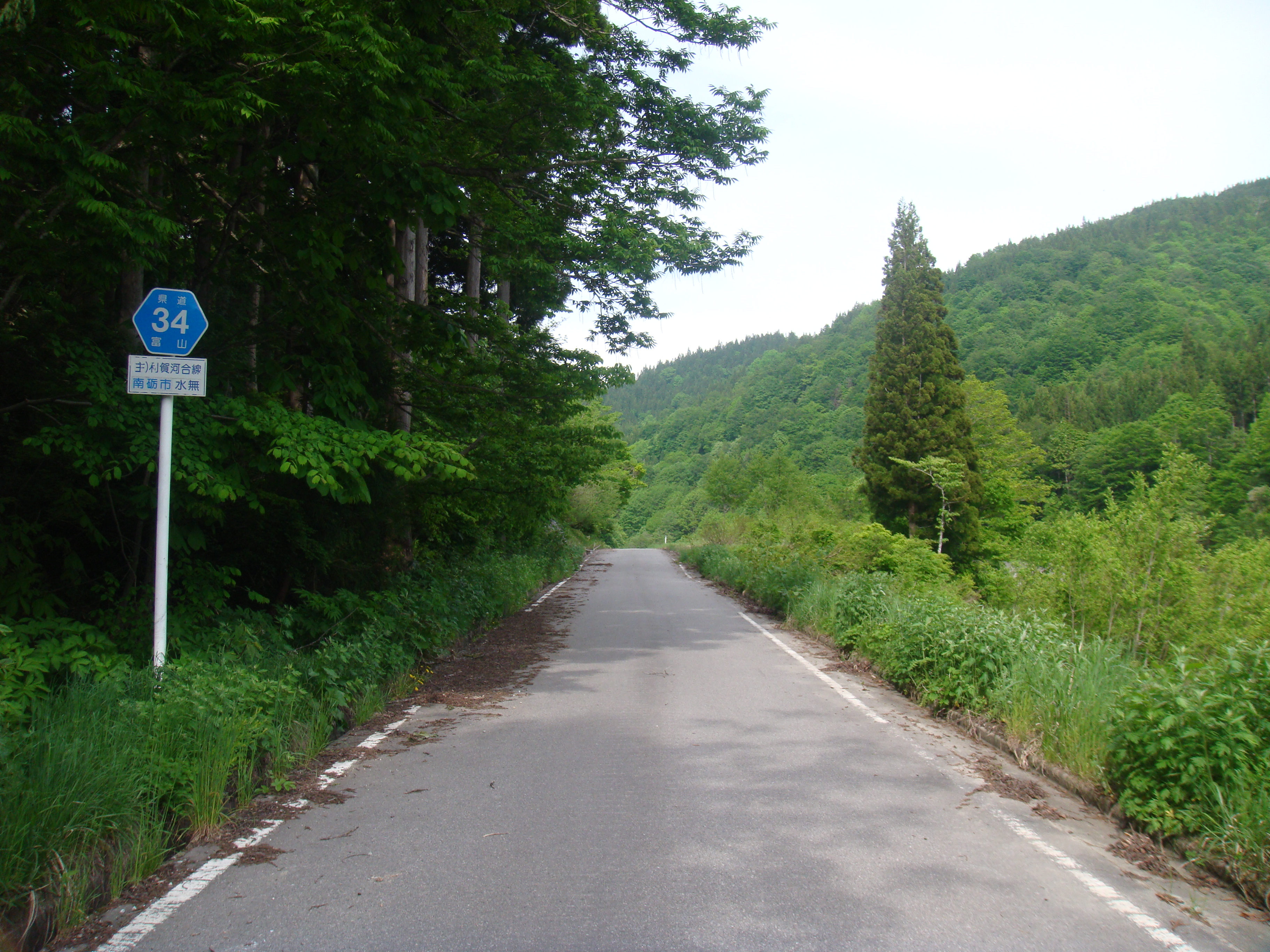
富山県南砺市水無にて岐阜県側を望む
（2011年（平成23年）6月撮影）

富山県道・岐阜県道34号利賀河合線（とやまけんどう・ぎふけんどう34ごう とがかわいせん）は、富山県南砺市と岐阜県飛騨市を結ぶ主要地方道（富山県道・岐阜県道）である。

## 概要
南砺市利賀地域の中心地に当たる利賀行政センターに附している上村簡易郵便局前の国道471号交点から飛騨市河合町二ツ屋の国道471号交点までを結ぶ。起終点で同一の国道と接している。南砺市内は白木水無県立自然公園に指定された山林の中をほぼ全区間利賀川に沿っている。
起点から南砺市利賀村大勘場のまでの区間は幅員が概ね両側2車線（片側1車線）となっているが、大勘場から先の区間は狭隘未改良区間が続く。特に南砺市利賀村水無の東部で接続している市道上百瀬水無線との交点先の洗い越しから富山・岐阜県境にある二ツ屋峠（原山峠、新野田の尾峠）までの区間はダートとなっており、洗い越しが多数存在する。大勘場および二ツ屋峠には常設のゲートが設置されており、落石や路肩欠損などによる災害などでゲート内の区間は通年通行止めの状態が続いている。
歩道は起点から南砺市利賀村岩渕の集落末端までの間と、同市利賀村坂上の新田橋付近から同市利賀村阿別当の大成橋にかけての各区間合計1,487m設置されている。
沿道には、当県道を標す各種案内標識や看板が多数設置されている。六角形の県道番号標識（118の2-A）は起点を含む南砺市利賀村地域内の各所および岐阜県飛騨市河合町二ツ屋の二ツ屋峠にそれぞれ立てられている。また、道路管理者である「富山県」の標示や県道番号が入ったデリニエーターも随所に設置されている。富山県側で当県道と交差する主要道路の交差点手前には当県道を標す案内標識「方面および方向」（108の2-A）が設置されている。岐阜県側では終点にあたる国道471号との交差点には案内標識「方面、方向及び距離」（105-B）が設置されているが、設置当初に標示されていた当県道の目標地点である「南砺」と距離「60km」は、長らく伏せられている。

### 路線データ
- 起点：富山県南砺市利賀村上島176番2（国道471号交点）
- 終点：岐阜県飛騨市河合町二ツ屋（国道471号（国道472号重複）交点）
- 実延長：28.517 km
  - 富山県側：26.374 km
  - 岐阜県側：2.143 km[1]

## 歴史
利賀川に沿った当県道は、古くから砺波平野と利賀谷を結ぶ道路であり、当時の村では最重要路線と位置付けていた。
- 1898年（明治31年）：富山県や東礪波郡の補助を得て、同郡井波町から利賀村阿別当までの大規模な道路改修に着手。
- 1920年（大正9年）4月1日：旧道路法（1919年の大正8年法律第58号）施行。東礪波郡井波町から同郡利賀村岩渕、北島、細島、上畠、坂上を経て大勘場に至る路線を郡道に路線認定。
- 1923年（大正12年）：郡制廃止。郡道を県道に編入。
- 1932年（昭和7年）：利賀村岩渕から同村坂上までの自動車道開通。また、同村大勘場から水無までの林道（水無幹線林道）開鑿の計画を立て、着工。
- 1933年（昭和8年）11月：水無幹線林道完成。村道に編入。
- 1934年（昭和9年）：利賀村坂上から同村桂谷までの自動車道開通。
- 1935年（昭和10年）10月22日：利賀村桂谷から同村水無までの自動車道が開通。これにより、自動車が東礪波郡井波町から同郡利賀村水無まで通行可能となる。
- 1946年（昭和21年）6月：県境周辺の巣原国有林開発のため、大阪営林局が井ノ谷から県境を越えて楢峠に至る林道（巣原林道）開設に着手。
- 1948年（昭和23年）10月：巣原林道（10,670m）開通。楢峠付近で角川林道（のちの県道八尾古川線、現在の国道471号（国道472号重複））と接続し、自動車道が岐阜県側とつながる。
- 1960年（昭和35年）4月23日：一般県道の「水無庄川線」として路線認定。[要出典]
- 1970年（昭和45年）：巣原林道を村道飛騨線として村道に編入。
- 1975年（昭和50年）4月1日：一般県道の「河合庄川線」として路線認定。[要出典]
- 1976年（昭和51年）4月1日 - 建設省（現・国土交通省）が主要地方道に路線指定。
- 1977年（昭和52年）3月1日：「河合庄川線」を廃し、主要地方道の「富山県道47号[3]・岐阜県道21号庄川河合線」として新たに路線認定。
- 1993年（平成5年）5月11日 - から、主要県道河合庄川線の一部が利賀河合線として主要地方道に再指定される[4]。
- 1994年（平成6年）4月1日：「庄川河合線」を廃する（利賀村内の庄川河合線のうち、庄川町（現在の砺波市）・利賀村境の二ツ屋峠から利賀村役場（現在の利賀行政センター）までの区間が前年に国道471号へ昇格したため）。利賀村役場以南の区間を現路線名で改めて路線認定、整理番号を34へ統一。

### 通行規制
- 南砺市利賀村北島にある「北島2」スノーシェッドは高さ制限があり、3.5mを超える車両の通行ができない。スノーシェッドの前後には3.5mの標示が入った規制標識「高さ制限」 (321) が設置されている。
- 南砺市利賀村大勘場の林道牛首線との交点から富山・岐阜県境の二ツ屋峠にかけては、2006年度（平成18年度）以降、落石や路肩欠損を理由に、一般車両の通行ができない[5]。これら2ヶ所と、利賀川ダム（水無ダム）東端部の合計3ヶ所には施錠された常設のゲートが設置されている。
- 岐阜県側は異常気象時、連続雨量100mm、時間雨量30mmで通行止めとなる。これは当県道と接続する国道471号の岐阜県飛騨市河合町二ツ屋にある宮ノ前橋から楢峠を経て富山県境に至る区間も同様である。
- 奥大勘場には道路情報掲示板の電光式A型（オーバーヘッド形式で遠隔操作ができるもの）が設置されている。

### 冬期閉鎖区間
- 富山県南砺市利賀村大勘場 - 岐阜県飛騨市河合町二ツ屋（終点） 12.7 km
  - 概ね12月上旬から翌年5月下旬まで閉鎖される。実質的には当県道と接する奥大勘場集落末端の建設会社の資材倉庫の先から終点までが冬期閉鎖区間となる。ただし、先述のとおりこの区間は冬期閉鎖期間外でも一般車両の通行を規制している。なお、水無地区や富山・岐阜県境の小白木峰周辺、楢峠の前後の区間が無住地域であるため、終点と接続している国道471号（国道472号重複）の区間（富山県富山市八尾町杉平 - 岐阜県飛騨市河合町二ツ屋）も冬期閉鎖される。

### バス路線
- 南砺市営バス[要出典]
  - 利賀井波線：起点 - 利賀行政センター - 大勘場
  - 利賀下梨線：起点 - 利賀行政センター - 阿別当 - 大規模林道大山・福光線 利賀・平区間交点
  - 村内線（上利賀方面）：起点 - 利賀行政センター - 大勘場

起点から大勘場までの区間は、1952年（昭和27年）5月20日から1970年（昭和45年）までは加越能鉄道が井波町と大勘場の区間を運行。1971年（昭和46年）4月1日からは利賀村営バスが同区間を運行。2004年（平成16年）4月1日以降、南砺市営バスとして継承。

## 地理

### 通過する自治体
- 富山県
  - 南砺市
- 岐阜県
  - 飛騨市

### 交差する道路
- 国道471号（富山県南砺市利賀村、起点）
- 大規模林道大山・福光線 利賀・平区間（南砺市利賀村阿別当）[要出典]
- 広域基幹林道牛首線（南砺市利賀村大勘場）[要出典]
- 国道471号（国道472号重複）（岐阜県飛騨市河合町二ツ屋、終点）

### 沿線にある施設など
- 利賀川
- 利賀ダム ※建設中
- 南砺市利賀福祉医療センター
  - 南砺市利賀診療所
- 利賀飛翔の郷
  - 富永一朗とが漫画館
  - 利賀民俗館
  - 関根薫園書道美術館
  - 利賀道の資料館
- 南砺市利賀行政センター
- 道の駅利賀
- 砺波地域消防組合 南砺消防署 利賀分遣所
- 南砺警察署 利賀駐在所
- 南砺市利賀農山村滞在型交流施設 スターフォレスト利賀
- 南砺市利賀そばの郷
  - 旧・利賀そばの郷温泉
  - そば資料館
- 学校法人宝仙学園アトリエ
- 千束ダム
- 利賀川ダム（通称・水無ダム）
- 水無八幡宮
- 楢峠